# Forcipomyia insignicornis
Forcipomyia insignicornis är en tvåvingeart som först beskrevs av John William Scott Macfie 1947.  Forcipomyia insignicornis ingår i släktet Forcipomyia och familjen svidknott.
Artens utbredningsområde är Uganda. Inga underarter finns listade i Catalogue of Life.